# 오재무
오재무(1998년 11월 11일 ~ )는 대한민국의 배우이다.

## 학력
- 해강초등학교
- 해운대중학교
- 부산영상예술고등학교
- 국민대학교 공연예술학부

## 출연작

### 드라마
- 2010년 KBS2 수목드라마 《제빵왕 김탁구》 ... 어린 김탁구 역 (윤시윤 아역)
- 2011년 KBS2 주말연속극 《사랑을 믿어요》 ... 권두현 역
- 2011년 채널A 수목드라마 《총각네 야채가게》 ... 어린 한태양 역 (지창욱 아역)
- 2012년 SBS 월화드라마 《신의》 ... 어린 이성계 역 (지진희 아역)
- 2012년 SBS Plus 일일드라마 《풀하우스 2》 ... 이태익 역 (노민우 아역)
- 2012년 KBS1 일일연속극 《힘내요 미스터 김》 ... 고주성 역
- 2013년 JTBC 주말연속극 《맏이》 ... 어린 이인호 역 (박재정 아역)
- 2013년 MBC 주말 특별기획 《황금 무지개》 ... 어린 서도영 역 (정일우 아역)
- 2017년 KBS2 주말드라마 《아버지가 이상해》 ... 어린 변준영 / 이준영(본명) 역 (민진웅 아역)

### 영화
- 2011년 《투혼》 ... 윤동철 역
- 2012년 《회사원》 ... 어린 지형도 역
- 2013년 《붉은 가족》 ... 창수 역
- 2019년 《건달티처》 ... 정남훈 역
- 2023년 《바람개비》
- 2024년 《하우치》 ... 어린 재학 역

### 예능
- 2016년 JTBC 《힙합의 민족 2》
- 2020년 채널A 《아이콘택트》

## 광고
- 2011년 동서식품 - 오레오

## 수상 및 후보
| 연도 | 시상식                      | 부문               | 작품             | 결과 |
| ---- | --------------------------- | ------------------ | ---------------- | ---- |
| 2010 | 제18회 대한민국문화연예대상 | 탤런트 아역상      | 제빵왕 김탁구    | 수상 |
| 2010 | KBS 연기대상                | 남자 청소년 연기상 | 제빵왕 김탁구    | 수상 |
| 2012 | KBS 연기대상                | 남자 청소년 연기상 | 힘내요 미스터 김 | 후보 |